# Sachiko Chiba
Tsuruko Chiba, más conocida por su nombre artístico Sachiko Chiba (en japonés: 千葉 早智子, romanizado: Chiba Sachiko; Shinichicho, 16 de febrero de 1911-Tokio, 22 de octubre de 1993) fue una actriz japonesa. La primera actriz principal del estudio cinematográfico PCL (más tarde Tōhō).

## Biografía
Nacida en 1911 en Shinichicho, en la prefectura de Hiroshima (desde el 3 de febrero de 2003, la localidad de Shinichicho se incorporó a la ciudad de Fukuyama). Graduada de la escuela secundaria para niñas de la ciudad de Hiroshima (actualmente escuela secundaria Funairi). Obtuvo una formación musical que la familiarizó con la música japonesa y occidental desde una edad muy temprana. En su juventud estudió el koto con Michio Miyagi, e incluso realizó una gira de actuación por los Estados Unidos (1931-1932) en colaboración con el intérprete de shakuhachi, Harukaze Yoshida.
En 1933, hizo su debut cinematográfico en Sakebu Ajia del director Tomu Uchida, interpretando el papel de una ingenua y bonita muchacha china. Cuando el estudio cinematográfico PCL (más tarde Toho), que acababa de fundarse ese mismo año, decidió iniciar la producción de películas, el mayor obstáculo fue la falta de estrellas indispensables para el cine, por lo que PCL centró su atención en la grabación de la película. Chiba fue descubierta por PCL y protagonizó la primera producción de la compañía y la primera película musical japonesa, Horoyohi Seikatsu, donde ganó popularidad por su apariencia y su hermosa voz para cantar. Desde entonces, protagonizó numerosas películas y se convirtió en la primera estrella del cartel de actrices del PCL.
Desde 1934, colaboró con Mikio Naruse y protagonizó muchas de sus películas más conocidas, entre ellas ¡Esposa! ¡Sé como una rosa! y La mujer en boca de todos, y fue la razón principal del avance del PCL. En 1937 se casó con Naruse. Tocó música japonesa y occidental y, a menudo, cantaba en las películas que protagonizó.
Su matrimonio con Naruse no duró mucho y se divorciaron en 1940. Además, en 1943, renunció a trabajar con Toho y al año siguiente se retiró de la pantalla grande, ya que había quedado relegada a un papel secundario frente a la siguiente generación de estrellas femeninas que se habían transferido de otras compañías, como Setsuko Hara y Hideko Takamine.
Después de la guerra, abrió un restaurante de alta categoría en Shoto, Shibuya, que atendía a ejecutivos de las Fuerzas de Ocupación. Más tarde se mudó a los Estados Unidos y se convirtió en asesora de un restaurante japonés en Los Ángeles, y después regresó a Japón, donde abrió varios negocios, incluso trabajó como directora de la cadena de confitería occidental de alta gama Français.

## Filmografía parcial
- 1933 : Asia llama (叫ぶ亜細亜 Sakebu Ajia?) de Tomu Uchida

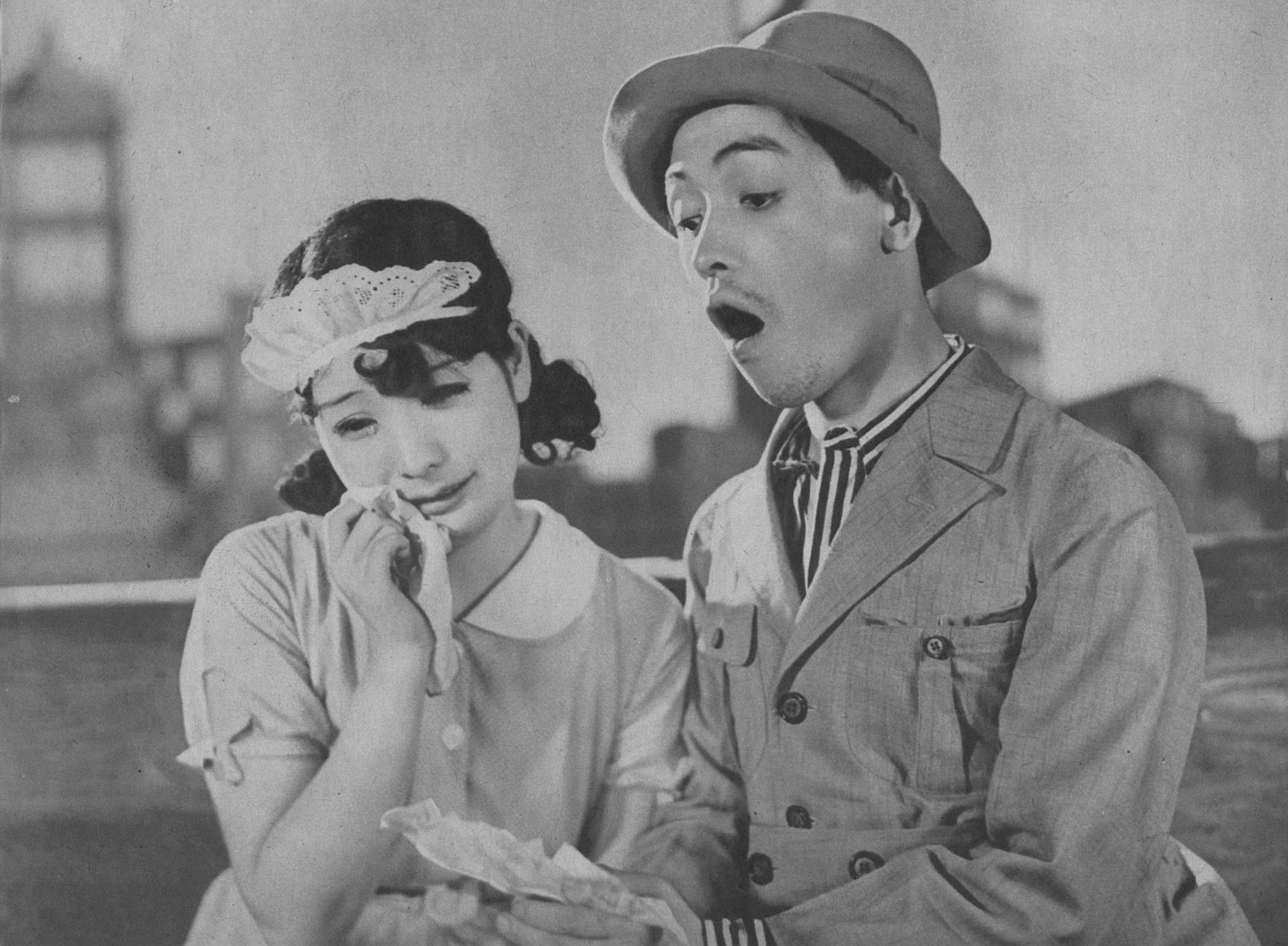
Sachiko Chiba y Kamatari Fujiwara en Ongaku Kigeki – Horoyui Jinsei (1933)

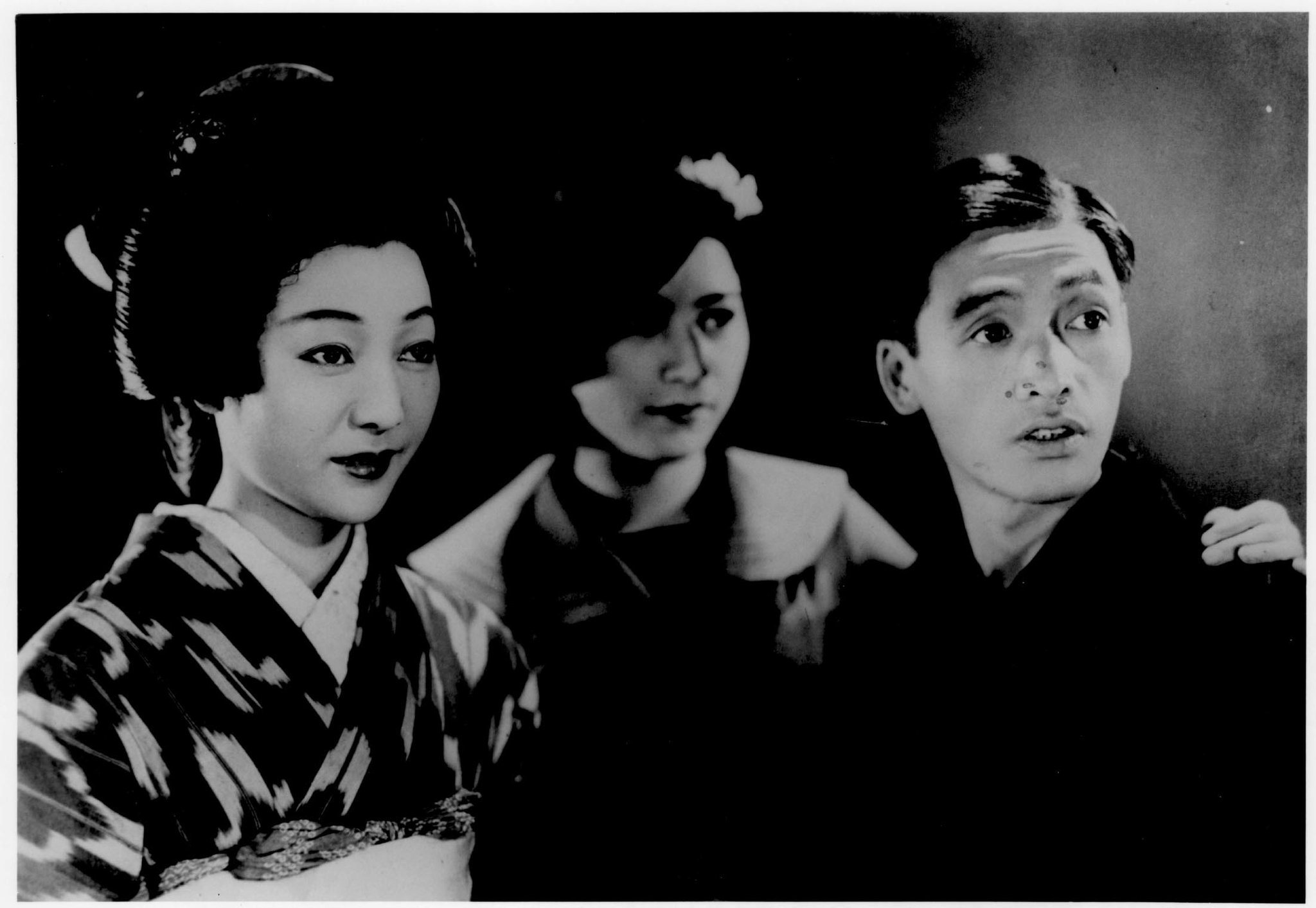
Sachiko Chiba, Ryūko Umezono y Kamatari Fujiwara en La mujer en boca de todos (1935)

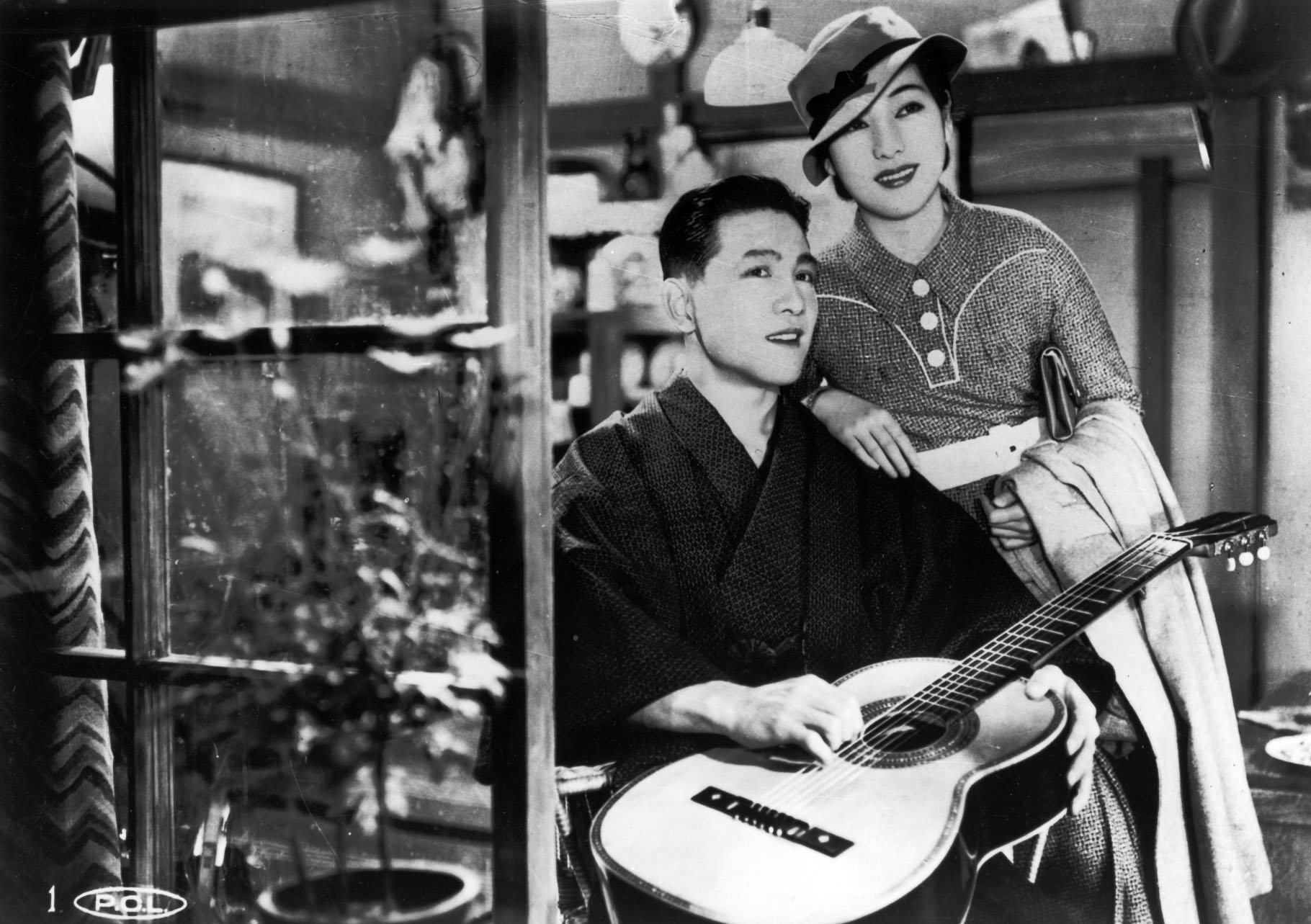
Heihachirō Ōkawa y Sachiko Chiba en ¡Esposa! ¡Sé como una rosa! (1935)

- 1933 : Ongaku kigeki: Horoyoi jinsei (音楽喜劇 ほろよひ人生?)[4] de Sotoji Kimura como Emiko
- 1933 : Junjō no miyako (純情の都?) de Sotoji Kimura como Michiko
- 1934 : Sakura ondo: Namida no haha (さくら音頭 涙の母?) de Sotoji Kimura
- 1934 : La juventud consumada de Enolen (エノケンの青春酔虎伝 Enoken no seishun suikoden?) de Kajirō Yamamoto
- 1934 : El general de los Alpes (あるぷす大将 Arupusu taishō?) de Kajirō Yamamoto
- 1935 : La actriz y el poeta (女優と詩人 Joyu to shijin?) de Mikio Naruse como Chieko
- 1935 : ¡Esposa! ¡Sé como una rosa! (妻よ薔薇のやうに Tsuma yo bara no yo ni?) de Mikio Naruse como Kimiko Yamamoto
- 1935 : Tokai no kaii shichiji sanpun (都会の怪異七時三分?) de Sotoji Kimura como Kanko Shimazaki
- 1935 : La mujer en boca de todos (噂の娘 Uwasa no musume?) de Mikio Naruse como Kunie
- 1936 : Soy un gato (吾輩は猫である Wagahai wa neko de aru?) de Kajirō Yamamoto
- 1936 : Tochuken Kumoemon (桃中軒雲右衛門 Kumoemon Tōchūken?) de Mikio Naruse como Chidori
- 1936 : El camino que recorro contigo (君と行く路 Kimi to yuku michi?) de Mikio Naruse (sin acreditar)
- 1936 : Una calle arbolada por la mañana (朝の並木路 Ashita no namikimichi?) de Mikio Naruse como Chiyo
- 1937 : Le Bandit samouraï (戦国群盗伝 前篇 虎狼 Sengoku guntō-den: Zenpen: Tora ōkami?) como la princesa Koyuki
- 1937 : Sengoku guntō-den: Kōhen: Akatsuki no zenshin (戦国群盗伝 後篇 暁の前進?)
- 1937 : Un marido casto I (良人の貞操 前篇 春来れば Otto no teiso: Haru kitareba?) de Kajirō Yamamoto
- 1937 : Un marido casto II (良人の貞操 後篇 秋ふたたび Otto no teiso: Aki futatabi?) de Kajirō Yamamoto
- 1939 : La clase de mujeres - En la escuela - Las siete imágenes (女の教室・学校の巻 七つの俤 Onna no kyōshitsu: Gakkō no maki: Nanatsu no omokage?) de Yutaka Abe como Uiko Todoroki
- 1939 : La clase de mujeres II (女の教室 中・後篇 Onna no kyōshitsu: Kōhen?) de Yutaka Abe como Uiko Todoroki
- 1939 : Sono zen'ya (その前夜?) de Ryō Hagiwara como Yoshie Todo
- 1940 : Niiduma kagami: Zenpen (新妻鏡 前篇?) de Kunio Watanabe
- 1940 : Niiduma kagami: Kōhen (新妻鏡 後篇?) de Kunio Watanabe
- 1940 : Ioko Okumura (奥村五百子 Okumura Ioko?) de Shirō Toyoda
- 1941 : Iemitsu to Hikoza (長谷川・ロッパの 家光と彦左 Hasegawa Roppa no Iemitsu to Hikoza?) de Masahiro Makino como Dama Kasuga
- 1941 : La garza blanca (白鷺 Shirasagi?) de Yasujirō Shimazu
- 1941 : El camino de un hombre hacia la gloria (男の花道 Otoko no hanamichi?) de Masahiro Makino
- 1942 : La tierra verde (緑の大地 Midori no daichi?) de Yasujirō Shimazu
- 1942 : La tarjeta de una madre (母の地図 Haha no chizu?) de Yasujirō Shimazu como Makie
- 1944 : Watashi no uguisu (私の鶯?) de Yasujirō Shimazu